# Norodom
Koning Norodom (Khmer: នរោត្តម) (Oudong 3 februari 1834 - Phnom Penh 24 april 1904) was van 19 oktober 1860 tot aan zijn dood op 24 april 1904 koning van Cambodja. Hij was de zoon van Aung Duong, koning van 1840 tot 1860 en halfbroer van prins Si Votha en van koning Sisowath die na hem regeerde. Koning Norodom was de stichter van het Huis van Norodom, een van de twee koningshuizen van Cambodja.

## Biografie
Hij werd op 3 februari 1834 geboren in Oudong, de oude koninklijke hoofdstad van Cambodja met de naam Ang Voddey (អង្គវតី) als zoon van prins Aung Duong (1796-1860), die in 1840 de troon van het land besteeg als koning Aung Duong II. Zijn moeder droeg de naam Pen. Samen met zijn jongere halfbroer Sisowath ontving Norodom een opleiding aan het hof van Bangkok, de hoofdstad van het koninkrijk Siam. Cambodja was in die tijd een soort vazalstaat van Siam en Vietnam. Hij diende in het Siamese leger als adviseur voordat hij na het overlijden van zijn vader in 1860 naar Cambodja terugkeerde om koning te worden. De koninklijke regalia bevonden zich in Bangkok en de Siamese regering weigerde hen aanvankelijk vrij te geven zodat de kroning moest worden uitgesteld tot 1864. Als koning droeg hij de naam Norodom Prohmbarirak. Een van zijn eerste daden als koning was een opstand van de Cham, een minderheidsvolk in het land, te onderdrukken. 
Een verdrag met de Fransen (1862) plaatste Cambodja onder hun bescherming en sindsdien nam de macht van de Fransen gestadig toe. De Fransen hebben Norodom altijd gewantrouwd en verdachten hem er in 1884 van heimelijk een opstand van zijn halfbroer prins Si Votha tegen hun gezag te steunen. In dat jaar vestigden de Fransen formeel protectoraat over Cambodja en perkten de macht van Norodom verder in. Zij dreigden de koning zijn kroon af te nemen en zijn jongere halfbroer Sisowath koning te maken als hij zich niet zou schikken naar het Franse gezag.

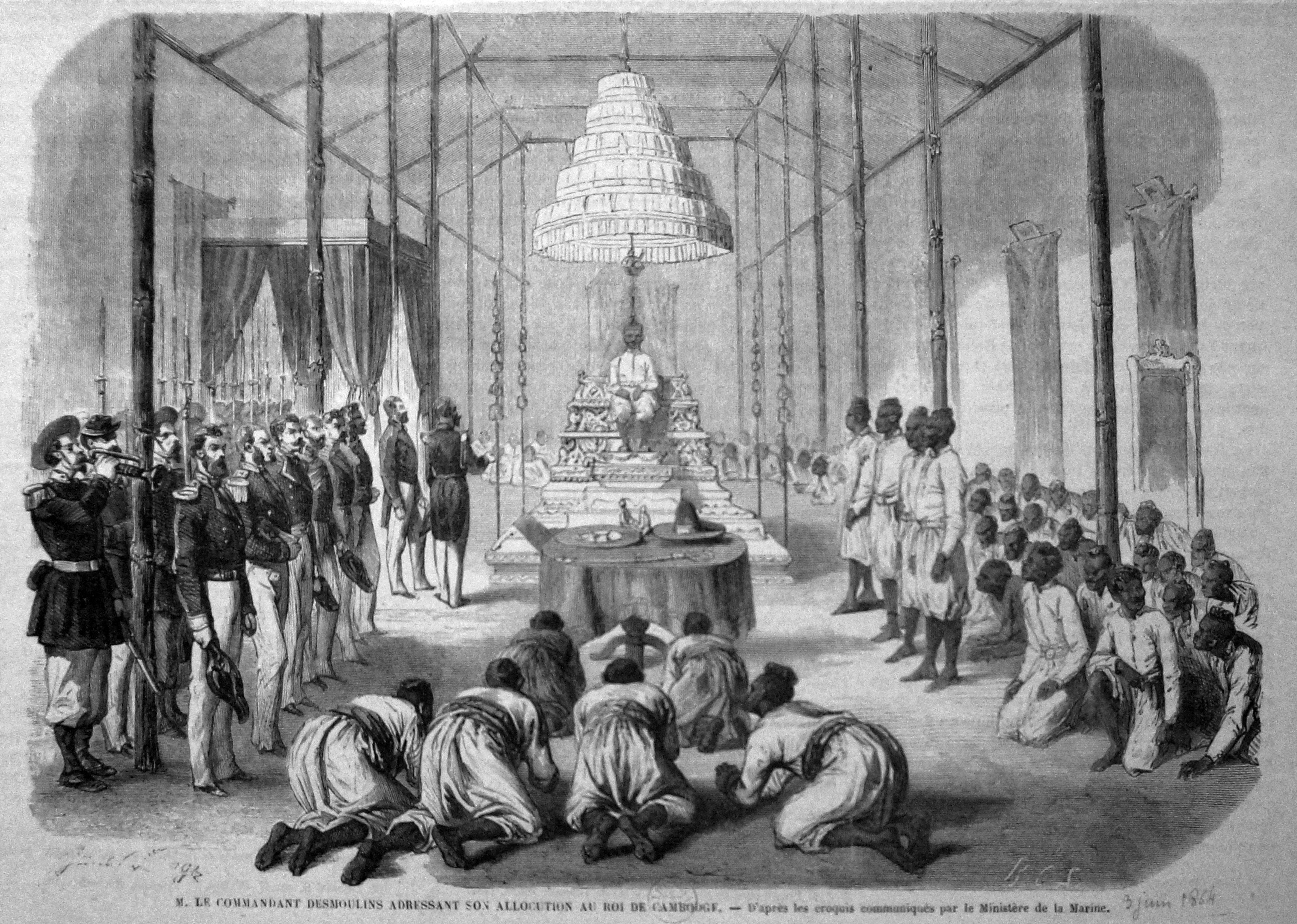
Op 4 juni 1864 werd koning Norodom gekroond

Tijdens zijn regering voerde koning Norodom enkele belangrijke hervormingen door, onder meer op administratief gebied en schaftte hij de slavernij en het koninklijk monopolie op de handel af. Hij was een kunstminnend man en liet in 1892 de Zilveren Pagode bouwen. Hij stond welwillend tegenover de Rooms-katholieke missie en was beschermheer van de missionarissen.
Koning Norodom overleed op 24 april 1904 te Phnom Penh en werd als koning opgevolgd door zijn jongere halfbroer Sisowath, die feitelijk door de Fransen was uitgekozen om Norodom als koning op te volgen. Tot 1941 bleef het Huis van Sisowath op de troon, maar sinds dat jaar zijn er alleen nog maar leden van het Huis van Norodom koning van Cambodja (geweest).

## Persoonlijk
Koning Norodom had 47 vrouwen en 61 kinderen, waaronder prinsen Norodom Yukanthor en Norodom Sutharot, de vader van de latere koning Norodom Suramarit.

## Bronnen

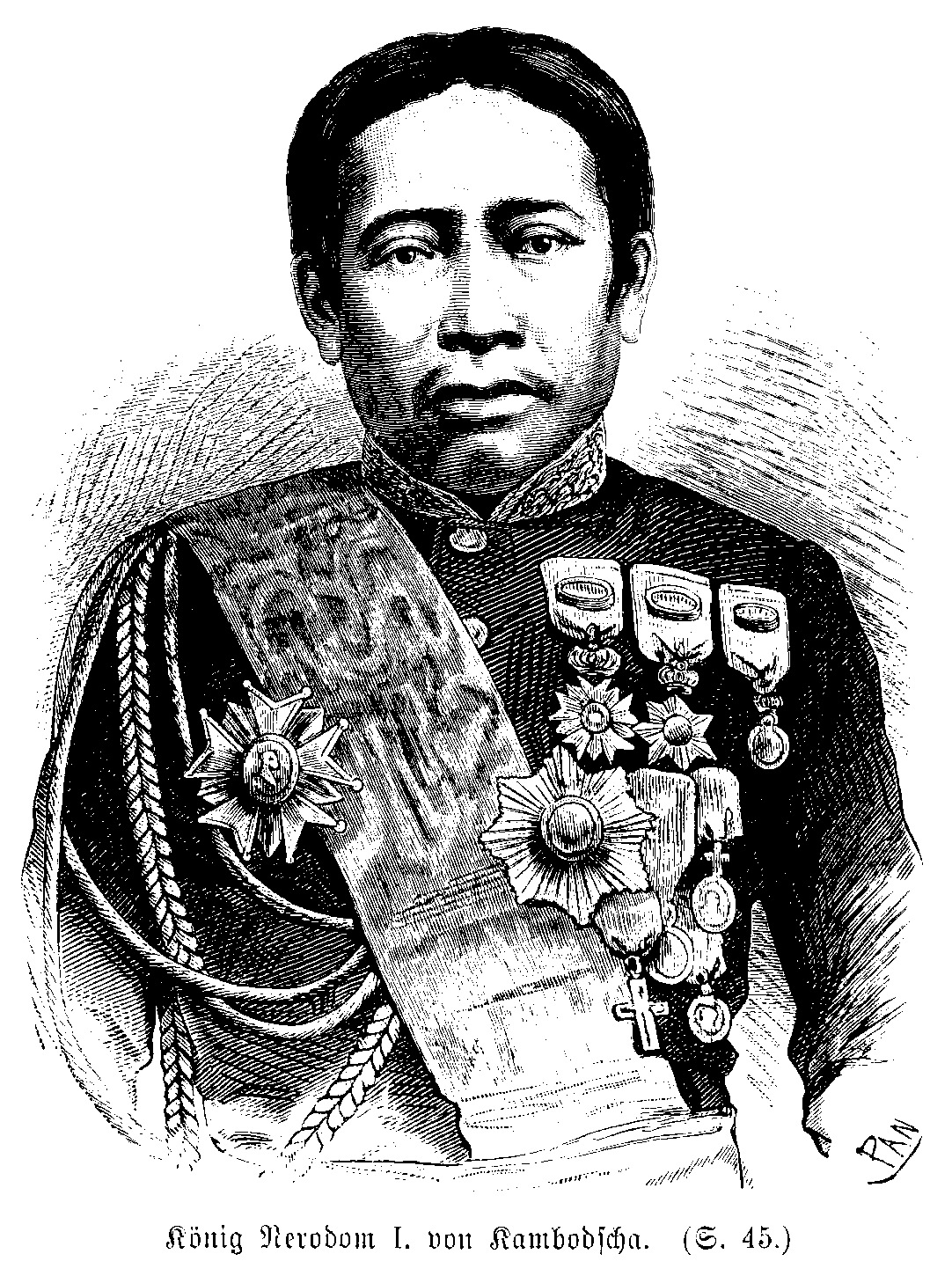
Tekening van koning Norodom in Die katholischen Missionen van 1903

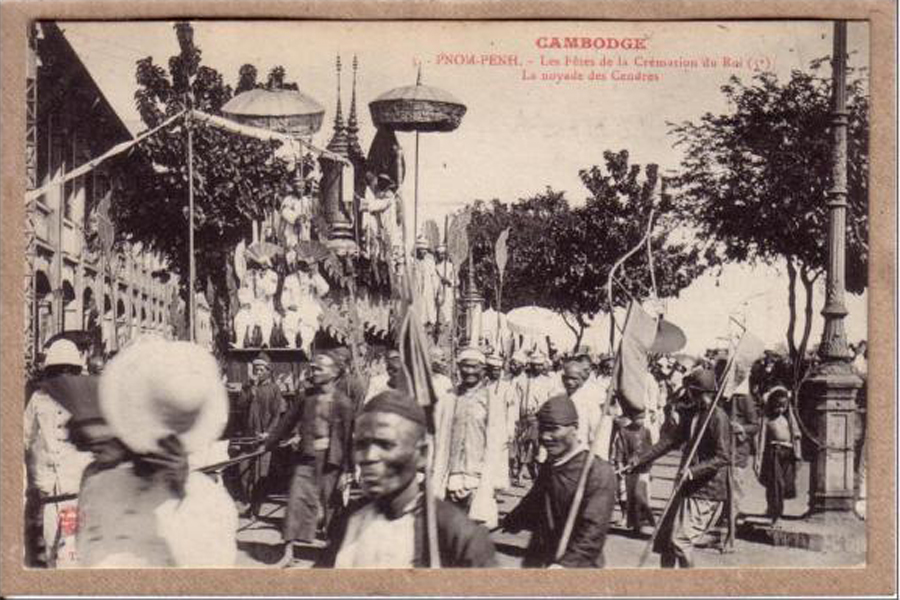
Het lichaam van koning Norodom wordt in processie naar het crematorium gedragen (1906)